# Mahendra Kapoor
Mahendra Kapoor (nacido el 9 de enero de 1934 en Amritsar, Panyab † 27 de septiembre de 2008 en Bombay), fue un cantante indio de playbacks.
Inspirado en su primer momento por Mohammed Rafi, su carrera se extendió desde 1956 hasta 1999. También ha colaborado en varias películas entre ellas el film titulado "Baldev Raj Chopra". Poseedor de tres premios Filmfare (1963, 1967, 1974) y un Premio de Cine Nacional (1968), que se distinguió además por el premio Padma Shri en 1972.

## Carrera
Mahendra Kapoor nació en Amritsar, luego se trasladó a Mumbai. A temprana edad se inspiró en el cantante Mohammed Rafi, tuvo aprender a conocer y a practicar la música clásica, ya que empezó a escuchar a otros conocidos cantantes clásicos como Pt.Hussanlal, Pt. Jagannath Bua, Ustad Niaz Ahmed Khan, Ustad Abdul Rehman Khan y Pt.Tulsidaas Sharma. Él creó un estilo propio y participó en un concurso de canto llamado Metro de Murphy que era difundido en toda la India, lo que llevó a su debut como cantante de playback o reproducción en Navrang V. Shantaram en 1958, interpretando el tema musical titulado "Aadha Hai Chandrama Raat Aadhi", bajo la dirección musical de C. Ramchandra .
Además existe una historia interesante, asociado con la grabación de la canción debut de Kapoor. Mientras interpretada el tema musical titulado "Hai Chandrama Adha" con Asha Bhonsle en un cuadro de grabación, aunque debido en algún problema de acorde, el director musical no podía oír su voz. Entró a los estudios de grabación y le preguntó por qué no Kapoor estaba cantando. Asha ji explicó que él estaba cantando con brillantez. Luego se comprobó que si había cantado y el problema que interrumpió mediante la audición fue solucionado, de lo contrario habría perdido su carrera como cantante.

## Canciones famosas
- Neele Gagan Ke Tale - Hamraaz (1967)
- Chalo Ek Baar - Gumrah (1963)
- Kisi Pathar Ki Moorat Se - Hamraaz (1967)
- Lakhon Hain Yahan Dilwale - Kismat (1968)
- Mere Desh Ki Dharti - Upkar (1967)
- Iktara Bole - Yaadgar (1970)
- Aur Nahin Bas Aur Nahin - Roti Kapada Aur Makaan (1974)
- Bharat Ka Rahnewala Hoon - Purab Aur Paschim (1970)
- Fakira Chal Chala Chal - Fakira (1975)
- Badal Jaye Agar Mali - Baharen Phir Bhi Aayengi (1966)
- Mera Pyar Woh Hai - Yeh Raat Phir Na Aayegi (1965)
- Tum Agar Saat Dene Ka Wada Karo - Hamraaz (1967)
- Ab ke Baras - Kranti (1981)
- Tere Pyaar Ka Aasra - Dhool Ka Phool (1959)
- Na muh chupa ke jiyo na sar jhuka ke jiyo - Hamraaz (1967)

## Premios
- Premio Nacional de Cine a la Mejor Cantante Masculino de reproducción
- 1968 'Won - "La mera Desh Ki Dharti" - Upkar
- Filmfare Premio a la Mejor Cantante Masculino de reproducción
- 1964 'Won - "Chalo Ek Bar" - Gumrah
- 1968 'Won - "Neele Gagan Ke Tale" - Hamraaz
- 1968 Nominado **' - "La mera Desh Ki Dharti" - Upkar
- 1975 'Won - "Aur Nahi Nahi Aur Bus" - Roti Kapda Aur Makaan
- 1977 Nominado - "Sunke Teri Pukar" - Fakira